# Användbarhetsarkitekt
Användbarhetsarkitekt är en benämning för en person inom ett IT-projekt som ansvarar för att en produkts användningskvalitet säkras. Användbarhetsarkitekten formulerar sambandet mellan den nytta beställaren förväntar sig och det arbete som måste utföras för att leva upp till detta. I arbetsuppgifterna ingår att planera och följa upp alla användbarhetsaktiviteter projektet. Personen ingår som regel i projektets kärnteam och har ett nära samarbete med beställare, projektledare, systemarkitekt och interaktionsdesigner.

### Fotnoter
1. ↑  ”Olika yrkesroller inom användbarhet”. Spinz. Arkiverad från originalet den 6 juni 2015. https://web.archive.org/web/20150606160250/http://www.spinz.se/2007/05/08/olika-yrkesroller-inom-anvandbarhet/. Läst 3 maj 2013.
2. ↑  Ottersten & Berndtsson (2002), s. 47-48